# Абондио, Антонио
Антонио Абондио (итал. Antonio Abondio; 1538, Рива-дель-Гарда — 1591, Вена) — итальянский скульптор и медальер, один из крупнейших медальеров Возрождения.
Его отец ознакомил с различными техниками изобразительного искусства, в частности нанесением изображений на медали. Работал при дворах германских императоров Максимилиана II и Рудольфа II в Вене и Праге, а также при некоторых княжеских дворах Германии.
Создал множество монетных штемпелей, а также медалей с портретами членов императорской фамилии (Максимилиана II и его супруги Марии Испанской, Рудольфа II, эрцгерцогов Эрнста, Маттиаса, Максимилиана, Альбрехта, Венцеля, Карла) и их приближённых.
Является автором дарственной медали в честь герцога Баварии Вильгельма V (ныне находится в Монетном кабинете в Берлине).
При создании медалей, как правило, использовал восковые модели. Свои работы обычно помечал инициалами «A.A.» или «AN:AB».